# Swanlights
Swanlights è il quarto album del gruppo Antony and the Johnsons, pubblicato il 12 ottobre 2010.
L'uscita dell'album è accompagnata, in edizione speciale, ad un volume omonimo che raccoglie disegni, collages e dipinti di Antony. All'album partecipano Nico Muhly (già in The Crying Light) e Björk (che canta in Flétta). Infine, ricompare un pezzo dal titolo The Great White Ocean, già utilizzato come spot della campagna di Prada 2005/2006. La canzone The Spirit Was Gone è dedicata alla defunta figura del danzatore butoh Kazuo Ohno.
Il primo singolo estratto è stato Thank You for Your Love (30 agosto 2010), seguito da Swanlights (25 aprile 2011).

## Tracce
1. Everything Is New – 4:32
2. The Great White Ocean – 4:59
3. Ghost – 3:08
4. I'm in Love – 3:52
5. Violetta – 0:35
6. Swanlights – 6:08
7. The Spirit Was Gone – 3:17
8. Thank You for Your Love – 4:14
9. Flétta (con Björk) – 4:23
10. Salt Silver Oxygen – 3:52
11. Christina's Farm – 7:21

iTunes Deluxe edition Bonus track
1. You Are the Treasure – 2:11
2. My Lord My Love – 3:16
3. Pressing On – 4:28
4. Imagine – 4:36
5. Thank You for Your Love – 4:10